# إيرا تاونسند
إيرا تاونسند (بالإنجليزية: Ira Townsend)‏ هو لاعب كرة قاعدة أمريكي، ولد في 9 يناير 1894 في فايمار في الولايات المتحدة، وتوفي في 21 يوليو 1965 في شولنبرغ في الولايات المتحدة.

## وصلات خارجية
- إيرا تاونسند على موقعبيزبول رفرنس.كوم (الدوري الرئيسي) (الإنجليزية)
- إيرا تاونسند على موقعبيزبول رفرنس.كوم (الدوري الثانوي) (الإنجليزية)